# James Blake (conducteur de bus)
Pour les articles homonymes, voir James Blake et Blake.
James F. Blake (14 avril 1912 – 21 mars 2002) est le conducteur de bus américain que Rosa Parks défie en 1955, déclenchant le mouvement de boycott des bus de la ville de Montgomery (Alabama).

## Biographie
Blake sert dans l'armée américaine sur le front européen durant la Seconde Guerre mondiale, puis travaille comme chauffeur de bus à Montgomery jusqu'en 1974.
Il meurt d'une crise cardiaque à son domicile de Montgomery en 2002.

## Altercations avec Rosa Parks

### 1943
Un jour de 1943, Rosa Parks, une couturière noire, entre dans le bus et paie son billet, puis elle va s'asseoir directement sur un siège se trouvant dans la zone pour les Noirs (au fond du bus). James Blake lui ordonne de respecter le règlement, qui l'oblige à sortir du bus pour ne pas déranger les Blancs assis à l'avant et de rentrer dans le bus par la porte arrière. Rosa Parks descend mais le bus démarre avant qu'elle ne puisse remonter.

### 1955

#### Lucille Times
En juin 1955, Lucille Times est au volant de sa voiture quand un bus, conduit par le même James Blake, essaie à trois reprises de la pousser dans le fossé. Une violente altercation s'ensuit, les insultes fusent et les deux protagonistes en viennent aux mains. La police intervient. Lucille Times essaie en vain de contacter la société de bus, puis d'obtenir le soutien d'Edgar Nixon et de la presse locale, toujours en vain. Elle décide alors d'organiser elle même le boycott des bus. Pendant six mois, elle va convoyer dans sa voiture les personnes noires pour leur éviter de prendre le bus.

#### Rosa Parks
Les deux personnes se rencontrent de nouveau le 1er décembre 1955, quand James Blake ordonne à Rosa Parks et trois autres Noirs de quitter le milieu du bus numéro 2857 sur Cleveland Avenue pour se diriger vers l'arrière et libérer de la place pour les passagers blancs. Les trois hommes laissent la place aux blancs mais comme Rosa Parks refuse, James Blake fait appel à la police et signe le formulaire de dépôt de plainte. Cette arrestation provoque un mouvement de boycott des bus de la ville, jusqu'à la décision de la Cour suprême des États-Unis qui abolit la ségrégation dans les transports publics.
Commentant plus tard les événements, James Blake déclare : « Je n'ai rien fait à Mme Parks, hormis faire mon travail. Elle avait violé les règles de la ville, qu'aurais-je dû faire d'autre ? Ce foutu bus était plein et elle ne voulait pas bouger. J'ai suivi les ordres. »